# Gabriela Paz
Gabriela Paz Franco (30 de septiembre de 1991, Valencia) es una tenista profesional de Venezuela que ha ganado a lo largo de su carrera ocho títulos individuales y tres de dobles de la Federación Internacional de Tenis.

## Trayectoria
Como jugadora junior consiguió llegar a la final individual del Abierto de Estados Unidos 2008, donde perdió contra Coco Vandeweghe. Entre 2007 y 2009 consiguió ganar tres títulos de la Federación Internacional de Tenis, y posteriormente ganó otros dos más. En 2012 volvió a ganar y en esta ocasión tres de manera consecutiva individuales y otros tres en dobles.
Disputó la eliminatoria de la Fed Cup con su país en 2012 y desde entonces ha ganado cuatro partidos individuales y ha perdido uno. En la especialidad de doble solo ha disputado dos partidos y ha perdido ambos junto a Adriana Pérez.

## Títulos de la IFT

### Individuales (8)
| No | Fecha               | Torneo                              | Superficie | Rival                 | Marcador     |
| -- | ------------------- | ----------------------------------- | ---------- | --------------------- | ------------ |
| 1  | 27 de mayo de 2007  | $10,000 El Paso, Texas              | Dura       | Helena Besovic        | 6-3 6-0      |
| 2  | 18 de enero de 2009 | $25,000 Boca Ratón, Florida         | Arcilla    | Sharon Fichman        | 6-4, 7-6 (4) |
| 3  | 8 de marzo de 2009  | $25,000 Fort Walton Beach, Florida  | Dura       | Ekaterina Dzehalevich | 1-6 6-4 7-5  |
| 4  | 25 de julio de 2010 | $10,000 Evansville, Indiana         | Dura       | Samantha Powers       | 6-2 6-1      |
| 5  | 1 de agosto de 2010 | $10,000 St. Joseph, Misuri          | Dura       | Chloe Jones           | 6-4 6-1      |
| 6  | 28 de abril de 2012 | $10,000 Sao Paulo, Brasil           | Arcilla    | Gabriela Cé           | 6-4 6-2      |
| 7  | 5 de mayo de 2012   | $10,000 São José dos Campos, Brasil | Arcilla    | Alizé Lim             | 6-4 6-4      |
| 8  | 13 de mayo de 2012  | $25,000 Brasilia, Brasil            | Arcilla    | Andrea Koch-Benvenuto | 6-3 6-3      |

## Grand Slam Junior final
| No | Fecha                   | Torneo                         | Superficie | Rival           | Marcador    |
| -- | ----------------------- | ------------------------------ | ---------- | --------------- | ----------- |
| 1  | 7 de septiembre de 2008 | Abierto de Estados Unidos 2008 | Dura       | Coco Vandeweghe | 7-6 (3) 6-1 |